# Nguyễn Văn Thông (đạo diễn)
Nguyễn Văn Thông (30 tháng 11 năm 1926 – 25 tháng 9 năm 2010) là một đạo diễn, nhà văn và biên kịch điện ảnh người Việt Nam, Đại tá Quân đội nhân dân Việt Nam. Ông nổi tiếng với nhiều bộ phim truyện và tài liệu đoạt nhiều giải thưởng lớn trong và ngoài nước như Con chim vành khuyên, Ngọn lửa Nghệ Tĩnh, Chiến thắng Đường Chín-Nam Lào. Năm 1993, ông đã được nhà nước trao tặng danh hiệu Nghệ sĩ nhân dân và Giải thưởng Nhà nước vào năm 2007.

## Tiểu sử

### Đầu đời
Nguyễn Văn Thông sinh ngày 30 tháng 11 năm 1926, là con cả trong một gia đình công chức trung lưu sinh sống lâu đời tại xã Trà Khê, huyện Hòa Vang, tỉnh Quảng Nam. Thân phụ của ông là Nguyễn Văn Hạnh, thư ký nhà ga; thân sinh ông là bà Đặng Thị Huệ, nội trợ. Dưới ông là ba người em gái, một người là nữ hộ sinh và hai người còn lại làm trong ngành giáo dục. Sau khi học xong tiểu học, ông được cha gửi ra học trường trung học Thiên Hữu, Huế dành cho những người theo đạo Thiên chúa. Tại đây, ông đã được dạy tiếng Pháp, tiếng Anh và tiếng Latinh. Tốt nghiệp trung học, Nguyễn Văn Thông tiếp tục theo học tại Đại học Văn khoa Huế.
Cuối năm 1945, khi Cách mạng Tháng Tám nổ ra, ông bỏ dở đại học năm thứ nhất rồi quay về với gia đình, làm nhiều công việc như tham gia tự vệ, tuyên truyền xung phong hay dạy bình dân học vụ. Tháng 10 năm 1946, ông gia nhập quân đội. Khoảng thời gian này Nguyễn Văn Thông đã được cử vào lớp võ Trần Quốc Tuấn, nhưng đến giữa chừng thì phải bỏ dở vì lâm bệnh nặng. Năm 1947, ông xin nhập ngũ trở lại và tham gia lớp chính trị viên đại đội. Sau khi hoàn thành lớp chính trị, ông về giảng dạy Trường Thiếu niên Quân chính Lý Tự Trọng, Quân khu 6. Một thời gian sau đó, ông lại được điều về làm cán bộ đại đội ở đơn vị Trung đoàn 210, Quân khu 5, trở thành tuyên huấn Trung đoàn, rồi phụ trách đoàn văn công quân đội Liên khu 5 từ 1952. Năm 1949, Nguyễn Văn Thông đã gia nhập làm đảng viên Đảng Cộng sản Việt Nam. Năm 1954, ông cùng đoàn văn công tập kết ra Hà Nội, làm công tác tuyên huấn Sư đoàn 305, xong về Tổng cục Chính trị, cộng tác viên tạp chí Văn nghệ Quân đội. Trong thời gian trên, ông đã có truyện ngắn xuất bản lên báo chí.

### Sự nghiệp sáng tác
Năm 1959, Nguyễn Văn Thông được điều về Xưởng Điện ảnh Quân đội nhân dân và được cử đi học khóa đạo diễn đầu tiên Trường Điện ảnh Việt Nam. Ông đã viết kịch bản lấy từ tình huống trong truyện ngắn Câu chuyện một bài ca do chính ông sáng tác và dựng thành phim Con chim vành khuyên, đồng đạo diễn Trần Vũ – là sản phẩm tốt nghiệp của cả hai đạo diễn và ra mắt lần đầu năm 1962. Cuốn phim sau khi ra đời nhanh chóng trở thành chủ đề bàn luận sôi nổi của giới điện ảnh và công luận Việt Nam, cũng như là một trong những bộ phim truyện đầu tiên của Điện ảnh cách mạng Việt Nam đoạt giải thưởng quốc tế lớn khi thắng giải Đặc biệt từ ban giám khảo tại Liên hoan phim quốc tế Karlovy Vary (Tiệp Khắc). Bộ phim đã mở đầu cho khuynh hướng thơ trong điện ảnh miền Bắc và ông được xem là người "có công đặt viên gạch đầu tiên cho phong cách thơ trong phim truyện Việt Nam".
Trong giai đoạn Chiến tranh Việt Nam, Nguyễn Thông nhiều lần tham gia vào chiến trường quân khu 4 và quân khu 5, đường 9 Nam Lào với tư cách là một nhà làm phim quân đội để quay phóng sự, tài liệu về cuộc sống chiến đấu của người dân và binh sĩ như Dòng sông quê hương (1964), Gặp các dũng sỹ diệt Mỹ (1965), Sóng hồ Tây (1967),... Những cuốn phim tài liệu do ông đạo diễn đã đạt thành tích cao tại các kỳ Liên hoan phim Việt Nam và quốc tế, nổi bật trong số đó có Chiến thắng Đường Chín-Nam Lào, bộ phim giành giải Bông sen vàng Liên hoan phim Việt Nam lần thứ 2 năm 1973 và Bồ câu vàng tại Liên hoan phim tài liệu và hoạt hình quốc tế Leipzig năm 1972. Từ những phim tài liệu này, Nguyễn Thông sử dụng chất liệu để làm nên các tác phẩm điện ảnh gây tiếng vang như Rừng xà nu (1968), Cuộc gặp gỡ bất ngờ (1984),... Trong số hơn 20 kịch bản phim truyện và phim tài liệu Nguyễn Văn Thông sản xuất, hầu hết đều do ông tự chắp bút viết kịch bản và làm phim. Năm 1963 hoặc 1964, ông tham gia đạo diễn cho phim điện ảnh chuyển thể từ vở kịch múa Ngọn lửa Nghệ Tĩnh; sau khi hoàn thành, ông cùng một số thành viên trong đoàn phim đã được đích thân Hồ Chí Minh trao tặng Huy hiệu Bác Hồ.
Là một nhà văn, ông đã xuất bản các tiểu thuyết như Lãng tử và Vũ nữ Chàm, Hồn trúc,... Năm 1981, Nguyễn Văn Thông quyết định rời khỏi quân đội ở tuổi 55 và chuyển sang làm việc cho Xưởng phim Nguyễn Đình Chiểu, Thành phố Hồ Chí Minh. Xuyên suốt quá trình công tác tại hãng phim, ông đã cho xuất xưởng 5 bộ phim truyện – đều là những tác phẩm nổi tiếng, tạo nên danh tiếng cho đạo diễn và hãng phim. Hai cuốn phim nổi bật trong số này có thể kể đến Bài ca không quên (1981) và Nữ thần Laksmi (1989). Đối với Bài ca không quên, nhà phê bình điện ảnh Trần Trọng Đăng Đàn đã nhận xét đây là "một phim tốt, một phim hay, một phim - thơ", ghi nhận tác phẩm góp phần vào sự phát triển của xưởng phim Nguyễn Đình Chiểu non trẻ nói chung và "bước tiến dài trong sáng tạo nghệ thuật" của Nguyễn Văn Thông nói riêng. Trong khi đó, tác giả Ngô Phương Lan, tại cuốn tiểu luận Đồng hành với màn ảnh, đánh giá Nữ thần Laksmi mang "những nét riêng khá độc đáo", không lặp lại những tác phẩm trước đây từ chủ đề đến cách dàn dựng. Việc bộ phim chọn điểm nhìn tường thuật từ một lính Mỹ là điều gần như đầu tiên xuất hiện trong lịch sử điện ảnh cách mạng Việt Nam, đồng thời cũng là lần đầu tiên phim không có một đối thoại nào mà thay vào đó chỉ chủ yếu là âm nhạc và tiếng động, đôi lúc có độc thoại của nhân vật. Chính đạo diễn Nguyễn Văn Thông sau này đã coi đây là bộ phim mà ông tâm đắc nhất về mặt ngôn ngữ điện ảnh và là "phim thơ" đạt đến độ "nhuần nhuyễn nhất".
Sau khi nghỉ hưu ở xưởng phim, đến năm 2005 Nguyễn Văn Thông trở về sinh sống tại Hà Nội và là Hội viên Hội điện ảnh Việt Nam. Ông đã mất ngày 25 tháng 9 năm 2010, hưởng thọ 84 tuổi; thi hài ông sau đó được hỏa táng tại Đài Hóa thân Hoàn vũ thành phố.

## Tác phẩm

### Điện ảnh

#### Phim truyện
| Năm  | Phim                 | Hãng sản xuất                    | Ghi chú | Tham khảo |
| ---- | -------------------- | -------------------------------- | --- | --------- |
| 1962 | Con chim vành khuyên | Xưởng phim truyện Hà Nội         | Kịch bản phát triển từ truyện ngắn Câu chuyện một bài ca; phó đạo diễn Trần Vũ. | [ 13 ]    |
| 1965 | Ngọn lửa Nghệ Tĩnh   | Xưởng Điện ảnh Quân đội nhân dân | Đồng đạo diễn Dương Minh Đẩu và Trọng Lanh; chuyển thể từ vở kịch cùng tên, là phim nghệ thuật kịch múa đầu tiên của Việt Nam. Phim dài 8 cuốn, được quay tại một số tỉnh ở Trung Quốc từ tháng 7 đến tháng 11 năm 1964. Sản xuất và công chiếu nhân dịp kỷ niệm 35 năm thành lập Đảng Cộng sản Việt Nam. | [ 37 ]    |
| 1968 | Rừng xà nu           | Xưởng Điện ảnh Quân đội nhân dân | Chuyển thể từ truyện ngắn cùng tên của nhà văn Nguyên Ngọc. | [ 39 ]    |
| 1981 | Bài ca không quên    | Xưởng phim Nguyễn Đình Chiểu     | | [ 40 ]    |
| 1983 | Cuộc gặp gỡ bất ngờ  | Xưởng phim Nguyễn Đình Chiểu     | | [ 41 ]    |
| 1985 | Tìm người trong ảnh  | Xưởng phim Nguyễn Đình Chiểu     | | [ 39 ]    |
| 1989 | Nữ thần Laksmi       | Xưởng phim Nguyễn Đình Chiểu     | Phim tham dự Liên hoan phim quốc tế Moskva (Liên Xô). Kịch bản có tên ban đầu là Sợi dây chuyền vàng. | [ 44 ]    |
| 1990 | Người rừng           | Xưởng phim Nguyễn Đình Chiểu     | | [ 45 ]    |

#### Phim tài liệu
| Năm  | Phim                           | Hãng sản xuất                    | Tham khảo |
| ---- | ------------------------------ | -------------------------------- | --------- |
| 1964 | Dòng sông quê hương            | Xưởng Điện ảnh Quân đội nhân dân | [ 46 ]    |
| 1965 | Gặp các dũng sỹ diệt Mỹ        | Xưởng Điện ảnh Quân đội nhân dân | [ 46 ]    |
| 1967 | Sóng hồ Tây                    | Xưởng Điện ảnh Quân đội nhân dân | [ 46 ]    |
| 1969 | Chúng con nhớ Bác              | Xưởng Điện ảnh Quân đội nhân dân | [ 46 ]    |
| 1972 | Chiến thắng Đường Chín-Nam Lào | Xưởng Điện ảnh Quân đội nhân dân | [ 46 ]    |
| 1973 | Lá cờ thần kỳ                  | Xưởng Điện ảnh Quân đội nhân dân | [ 46 ]    |
| 1975 | Thành phố bên sông Hàn         | Xưởng Điện ảnh Quân đội nhân dân | [ 9 ]     |
| 1980 | Tùy bút biên giới              | Xưởng Điện ảnh Quân đội nhân dân | [ 9 ]     |

### Tiểu thuyết
| Năm xuất bản | Tựa đề                | Tham khảo     |
| ------------ | --------------------- | ------------- |
| —            | Hương trinh nữ        | [ 24 ] [ 47 ] |
| 1995         | Lãng tử và Vũ nữ Chàm | [ 24 ] [ 47 ] |
| 1997         | Hồn trúc              | [ 24 ] [ 47 ] |
| 1999         | Chuyện lành           | [ 48 ]        |

### Truyện ngắn
- Câu chuyện một bài ca, Văn nghệ Quân đội 1957-1959[49]
- Đêm sông Hàn[50]
- Người mẹ[50]

### Kịch/Kịch bản
- Tọa độ lửa[51]
- Người kéo rèm[c][52]

## Đời tư
Nguyễn Thông đã nảy sinh tình cảm với Đàm Thanh, một nghệ sĩ sân khấu tuồng, khi bà đang làm người lồng tiếng cho bộ phim Con chim vành khuyên; cả hai sau đó kết hôn tại Hà Nội vào năm 1965. Trong quãng thời gian 1965-1976, hai vợ chồng ông phải ở nhờ nhà bố mẹ vợ và bạn bè thời gian dài vì khi đó chính quyền chưa cấp nhà. Mãi đến sau này, Đàm Thanh mới được cơ quan chia cho một căn hộ nhỏ, rộng 24 m2. Bà từng mang thai một đứa con, nhưng đến tháng thứ bảy thì bị sảy thai, băng huyết đến suýt mất mạng. Sau này, hai người đã không có con do bà bị mắc bệnh tim và phải trải qua nhiều cuộc phẫu thuật để chống chọi với căn bệnh.

## Giải thưởng và vinh danh
Đặng Nhật Minh, 
Nhờ vào những đóng góp không ngừng nghỉ của mình, Nguyễn Văn Thông đã được nhà nước trao tặng Huân chương Kháng chiến hạng Nhất; Huân chương Chiến sĩ vẻ vang hạng Nhất, Nhì và Huân chương Lao động Hạng Nhất, Nhì. Ông cũng được trao tặng huy hiệu 60 năm tuổi Đảng bởi Đảng Cộng sản Việt Nam.
Ở lĩnh vục điện ảnh, đạo diễn Nguyễn Văn Thông được phong danh hiệu Nghệ sĩ ưu tú đợt I vào năm 1984 và Nghệ sĩ nhân dân đợt III năm 1993. Ông cũng nằm trong danh sách xét tặng Giải thưởng Nhà nước về Văn học Nghệ thuật chuyên ngành điện ảnh, vào đợt II năm 2007. Tại Lễ trao giải Cánh diều 2010, sau khi Nguyễn Văn Thông mất, ông đã được vinh danh trên sân khấu và nhận Cúp Cánh diều cùng với hai cố đạo diễn khác là Trần Vũ và Nguyễn Ngọc Quỳnh.
Từ năm 1998, tác giả Hoàng Hương Việt đã biên soạn một cuốn sách về tiểu sử hoạt động điện ảnh và văn chương của Nguyễn Văn Thông, đặt tên là Từ con chim vành khuyên đến Hồn Trúc, do Nhà xuất bản Đà Nẵng ấn hành. Đàm Thanh sau đó cũng viết một cuốn sách về chồng, có tựa đề Từ điện ảnh thơ đến tiểu thuyết - Đạo diễn điện ảnh - NSND Nguyễn Văn Thông, xuất bản năm 2011. Cuộc đời ông từng được làm thành bộ phim tài liệu Nghệ sĩ nhân dân Nguyễn Văn Thông với điện ảnh thơ (2003; chiếu trên Điện ảnh chiều thứ bảy) và Chân dung Nguyễn Văn Thông (đạo diễn bởi Trần Tuấn Hiệp); cả hai tác phẩm đã giành được giải Cánh diều bạc hạng mục phim tài liệu. Tên của ông sau này được đặt cho một con đường ở phường Hòa Xuân, quận Cẩm Lệ, Đà Nẵng.
| Năm  | Giải thưởng                                          | Hạng mục                                                          | Tác phẩm                       | Kết quả       | Tham khảo     |
| ---- | ---------------------------------------------------- | ----------------------------------------------------------------- | ------------------------------ | ------------- | ------------- |
| 1962 | Liên hoan phim Karlovy Vary (Tiệp Khắc)              | Phim ngắn                                                         | Con chim vành khuyên           | Giải Đặc biệt | [ 17 ] [ 24 ] |
| 1972 | Liên hoan phim tài liệu và hoạt hình quốc tế Leipzig | Phim tài liệu                                                     | Chiến thắng Đường Chín-Nam Lào | Bồ câu vàng   | [ 21 ] [ 65 ] |
| 1973 | Liên hoan phim Việt Nam lần thứ 2                    | Phim tài liệu                                                     | Chiến thắng Đường Chín-Nam Lào | Bông sen vàng | [ 21 ] [ 65 ] |
| 1973 | Liên hoan phim Việt Nam lần thứ 2                    | Phim tài liệu                                                     | Ngọn lửa Nghệ Tĩnh             | Bông sen bạc  | [ 66 ] [ 50 ] |
| 1973 | Liên hoan phim Việt Nam lần thứ 2                    | Phim tài liệu                                                     | Chúng con nhớ Bác              | Bông sen vàng | [ 67 ] [ 24 ] |
| 1973 | Liên hoan phim Việt Nam lần thứ 2                    | Phim truyện điện ảnh (kỉ niệm 20 năm Điện ảnh cách mạng Việt Nam) | Con chim vành khuyên           | Bông sen vàng | [ 17 ] [ 24 ] |
| 1985 | Liên hoan phim Thành phố Hồ Chí Minh                 | Phim truyện                                                       | Bài ca không quên              | Cành mai bạc  | [ 69 ] [ 42 ] |
| 1985 | Giải thưởng Bộ Quốc phòng                            | Phim truyện                                                       | Bài ca không quên              | Bằng khen     | [ 42 ] [ 1 ]  |